# Campet-et-Lamolère
Campet-et-Lamolère település Franciaországban, Landes megyében. Lakosainak száma 518 fő (2022. január 1.). Campet-et-Lamolère Mont-de-Marsan, Saint-Martin-d’Oney, Saint-Perdon, Saint-Pierre-du-Mont és Uchacq-et-Parentis községekkel határos.

## Népesség
A település népességének változása:
| Lakosok száma | 317  | 291  | 280  | 324  | 336  | 362  | 441  | 510  | 523  | 518  |
|               | 1968 | 1982 | 1990 | 2006 | 2013 | 2015 | 2017 | 2019 | 2020 | 2022 |